# Il volto della battaglia
Il volto della battaglia - Azincourt, Waterloo, la Somme è un saggio del 1976 ad opera dello storico militare inglese John Keegan.
Il libro descrive la struttura della guerra in tre periodi - Europa medievale, età napoleonica, prima guerra mondiale - mediante l'analisi di tre battaglie: Azincourt, Waterloo e la Somme. Tutti e tre gli eventi ebbero come protagonisti soldati britannici.

## Contenuti
Il lavoro è fortemente innovativo per l'epoca in cui venne pubblicato, perché non esamina le battaglie dalla sola prospettiva dei generali, né si limita ad una pura antologia di aneddoti narrati dall'ultimo soldato semplice. Piuttosto, si concentra sulla dinamica concreta, "operativa", della battaglia, vagliandone al contempo criticamente i luoghi comuni, più o meno leggendari. Per esempio, Keegan mette in dubbio la celebrata efficacia delle cariche di cavalleria nello stesso Medioevo: ad Azincourt, gli arcieri, protetti da leggere armature, piantavano pali nel terreno per ostacolare i cavalli, e perfino la "comune" fanteria - se manteneva saldamente lo schieramento di formazione previsto - poco doveva temere dai cavalieri.
In questa cornice, l'autore passa in rassegna la disposizione delle truppe, l'efficienza di armi e schieramenti, ed altre misure d'importanza tattica. Si immedesima anche nell'esperienza di ciascun combattente (anche se in realtà confessa si non avere una personale pratica nel campo, pur avendo trascorso una vita ad insegnare agli ufficiali in accademia). Pur essendo un'opera veramente valida sotto vari profili, in un certo qual modo risente dell'amor patrio di Keegan, che quasi sempre conclude affermando sostanzialmente la superiorità (soprattutto morale) del combattente inglese rispetto agli avversari.

## Sommario
- I. Cose vecchie, tristi, remote
  - Una piccola lezione
  - L'utilità della storia militare
  - Le deficienze della storia militare
  - Il "pezzo di battaglia"
  - "Uccidere non è un delitto?"
  - La storia della storia militare
  - La tradizione narrativa
  - Verdetto o verità?
- II. Azincourt, 25 ottobre 1415
  - La campagna
  - La battaglia
  - Arcieri contro fanteria e cavalleria
  - Cavalleria contro fanteria
  - Fanteria contro fanteria
  - Il massacro dei prigionieri
  - I feriti
  - La volontà di combattere
- III. Waterloo, 18 giugno 1815
  - La campagna
  - Il punto di vista personale
  - Le circostanze concrete
  - Tipi di combattimento
  - Combattimento singolo
  - Cavalleria contro cavalleria
  - Cavalleria contro artiglieria
  - Cavalleria contro fanteria
  - Fanteria contro fanteria
  - Disgregazione
  - Le conseguenze
  - I feriti
- IV. La Somme, 1º luglio 1916
  - Il campo di battaglia
  - Il piano
  - I preparativi
  - L'esercito
  - La tattica
  - Il bombardamento
  - Gli ultimi preliminari
  - La battaglia
  - Fanteria contro mitraglieri
  - Fanteria contro fanteria
  - Panoramica della terra di nessuno
  - I feriti
  - La volontà di combattere
  - Commemorazione
- V. Il futuro della battaglia
  - Il campo di battaglia mobile
  - La natura della battaglia
  - Le tendenze della battaglia
  - Durata nel tempo
  - Pericoli obiettivi
  - Esposizione
  - Incidenti
  - Difficoltà tecniche
  - Il volto disumano della guerra
  - L'abolizione della battaglia

## Il massacro dei prigionieri di Azincourt
Questa parte del libro contiene alcune delle pagine più acute dell'autore. Converrà ricordare brevemente l'antefatto.
In una fase della battaglia, il re inglese (Enrico V d'Inghilterra) comandò di uccidere i prigionieri di guerra francesi. L'azione – per quanto esecrabile sotto svariati profili – aveva una sensata giustificazione sul piano meramente tattico: vi era stata un'imprevista sortita francese nelle retrovie britanniche (dove tra l'altro si custodivano i catturati, anche se probabilmente il colpo di mano mirava ai carriaggi) e vi era motivo di temere che i prigionieri ne approfittassero per riarmarsi (il terreno era ingombro di ogni sorta di materiale bellico) e riprendere il combattimento (il cui felice esito per Enrico era obiettivamente tutt'altro che acquisito).
Enrico V, nel momento stesso in cui l'emergenza rientrò, comandò in ogni caso che l'uccisione a sangue freddo cessasse (con ciò confermando la natura puramente "utilitaristica" di questa operazione militare, per la quale non fu minimamente biasimato da alcuna autorità civile o religiosa del tempo).
I prigionieri erano quasi esclusivamente "uomini d'arme" (ossia combattenti benestanti, che si potevano permettere un'armatura). Gli inglesi del loro stesso ceto si rifiutarono di eseguire l'ordine regio, per la cui attuazione fu necessario ricorrere ad un manipolo di arcieri, comandati da uno scudiero. Va detto che gli arcieri appartenevano a classi sociali più umili, quando non fossero stati dei veri e propri avanzi di galera.

### Analisi psicosociale
Indipendentemente dal fatto che i caduti in questa operazione dovrebbero in realtà essere stati un numero piuttosto limitato (per una serie di ragioni che Keegan individua con spietato realismo, facendo anche riferimento a massacri occorsi in età contemporanea) è interessante soprattutto l'esame che lo scrittore conduce sulle motivazioni del rifiuto opposto dagli "uomini d'arme" suoi antenati.
- Scrupoli religiosi: indubbiamente l'azione di uccidere un "cristiano" disarmato doveva apparire ripugnante, ma la morale del tempo considerava comunque la guerra come una sorta di "zona franca".
- Scrupoli morali in genere: non vi è dubbio che il massacro contraddicesse le regole cavalleresche, cui certamente aderivano, sinceramente, gli uomini d'arme riluttanti.
- Motivazioni venali: il prigioniero che si arrendeva diventava, all'epoca, una sorta di "proprietà privata" del singolo avversario cui si era arreso, il quale (oltre a depredare lo sconfitto) richiedeva un riscatto per concedere la libertà al vinto. Le cronache dell'epoca riferirono, infatti, che i francesi più nobili vennero espressamente esentati dalla strage, ed anzi cenarono con il re inglese la sera stessa. È altrettanto significativa la circostanza che gli arresi troppo malandati o troppo poco abbienti quasi certamente non venivano fatti prigionieri (ma finiti sul posto).

## Edizioni
- Il volto della battaglia, traduzione di Francesco Saba Sardi, Collana Saggi n.100, Milano, Mondadori, 1978.
- Il volto della battaglia, Milano, Il Saggiatore, 2001-2017, ISBN 978-88-42-80884-8.